# 美濃三十三観音霊場
美濃三十三観音霊場（みのさんじゅうさんかんのんれいじょう）は、岐阜県岐阜市と周辺一帯に広がる観世音菩薩巡礼地。「美濃西国三十三観音霊場」ともいう。
美濃三十三観音霊場、尾張三十三観音霊場、三河三十三観音霊場、豊川稲荷をあわせて、「東海百観音」ともいう。

## 霊場一覧
| No. | 山号   | 寺号     | 寺号の読み       | 宗派               | 本尊           | 所在地、その他                                                    |
| --- | ------ | -------- | ---------------- | ------------------ | -------------- | ----------------------------------------------------------------- |
| 1   | 大日山 | 日龍峰寺 | にちりゅうぶじ   | 高野山真言宗       | 千手千眼観音   | 関市下之保 （別名：高沢観音）                                     |
| 2   | 盧山   | 鹿苑寺   | ろくおんじ       | 臨済宗妙心寺派     | 聖観音         | 美濃市立花 （別名：盧山観音）                                     |
| 3   | 長栄山 | 来昌寺   | らいしょうじ     | 浄土宗西山派       | 聖観音         | 美濃市吉川町                                                      |
| 4   | 龍徳山 | 洞泉寺   | とうせんじ       | 曹洞宗             | 龍頭観音       | 岐阜市向加野                                                      |
| 5   | 景久山 | 永昌寺   | えいしょうじ     | 臨済宗妙心寺派     | 十一面観音     | 関市武芸川町高野                                                  |
| 6   | 尾崎山 | 恵利寺   | えりじ           | 臨済宗妙心寺派     | 十一面観音     | 関市武芸川町跡部                                                  |
| 7   | 臨済山 | 龍福寺   | りょうふくじ     | 臨済宗妙心寺派     | 聖観音         | 関市武芸川町平                                                    |
| 8   | 龍王山 | 三光寺   | さんこうじ       | 真言宗醍醐派       | 聖観音         | 山県市富永                                                        |
| 9   | 富士山 | 東光寺   | とうこうじ       | 臨済宗妙心寺派     | 聖観音         | 山県市小倉                                                        |
| 10  | 法雲山 | 広厳寺   | こうごんじ       | 臨済宗妙心寺派     | 聖観音         | 山県市高富                                                        |
| 11  | 金粟山 | 大龍寺   | だいりゅうじ     | 臨済宗妙心寺派     | 子安観音       | 岐阜市粟野 （別名：だるま観音）                                   |
| 12  | 大仙山 | 禅徳寺   | ぜんとくじ       | 臨済宗妙心寺派     | 聖観音         | 美濃加茂市伊深町                                                  |
| 13  | 白華山 | 甘南美寺 | かんなみじ       | 臨済宗妙心寺派     | 千手観音       | 山県市長滝                                                        |
| 14  | 神護山 | 崇福寺   | そうふくじ       | 臨済宗妙心寺派     | 聖観音         | 岐阜市長良福光                                                    |
| 15  | 霊鷺山 | 法華寺   | ほっけじ         | 高野山真言宗       | 聖観音         | 岐阜市三田洞                                                      |
| 16  | 如意山 | 願成寺   | がんじょうじ     | 真言宗智山派       | 十一面観音     | 岐阜市大洞 （別名：大洞観音）                                     |
| 17  | 雄総山 | 護国之寺 | ごこくしじ       | 高野山真言宗       | 十一面千手観音 | 岐阜市長良雄総 （別名：雄総観音、おぶさ観音）                     |
| 18  | 大日山 | 美江寺   | みえじ           | 天台宗             | 十一面観音     | 岐阜市美江町 （別名：美江寺観音）                                 |
| 19  | 瑞甲山 | 乙津寺   | おっしんじ       | 臨済宗妙心寺派     | 十一面千手観音 | 岐阜市鏡島 （別名：鏡島弘法、梅寺）                               |
| 20  | 椎倉山 | 弘誓寺   | ぐぜいじ         | 臨済宗妙心寺派     | 聖観音         | 山県市椎倉 （別名：椎倉観音）                                     |
| 21  | 大祥山 | 宝積寺   | ほうしゃくじ     | 臨済宗妙心寺派     | 聖観音         | 加茂郡坂祝町取組                                                  |
| 22  | 恵昌山 | 万尺寺   | まんしゃくじ     | 臨済宗妙心寺派     | 聖観音         | 美濃加茂市太田町                                                  |
| 23  | 神宮山 | 吉祥寺   | きちじょうじ     | 臨済宗妙心寺派     | 聖観音         | 関市志津野                                                        |
| 24  | 今宮山 | 神光寺   | じんこうじ       | 高野山真言宗       | 十一面観音     | 関市下有知                                                        |
| 25  | 雲黄山 | 大智寺   | だいちじ         | 臨済宗妙心寺派     | 十一面観音     | 岐阜市山県北野 （別名：盗人不知観音）                             |
| 26  | 白華山 | 清水寺   | きよみずでら     | 臨済宗妙心寺派     | 十一面観音     | 加茂郡富加町加治田                                                |
| 27  | 龍興山 | 祐泉寺   | ゆうせんじ       | 臨済宗妙心寺派     | 聖観音         | 美濃加茂市太田本町 （別名：滝場観音）                             |
| 28  | 臨済山 | 龍福寺   | りょうふくじ     | 臨済宗妙心寺派     | 聖観音         | 加茂郡富加町加治田                                                |
| 29  | 仁慈山 | 小山寺   | しょうさんじ     | 臨済宗妙心寺派     | 馬頭観音       | 美濃加茂市下米田町小山 （別名：小山観音、こやま観音、子授け観音） |
| 30  | 弘応山 | 観音院   | かんのんいん     | 浄土宗西山禅林寺派 | 十一面観音     | 瑞穂市穂積                                                        |
| 31  | 金鳳山 | 法幢寺   | ほうどうじ       | 臨済宗妙心寺派     | 聖観音         | 美濃加茂市加茂野町市橋                                            |
| 32  | 玉樹山 | 立蔵寺   | りゅうぞうじ     | 曹洞宗             | 聖観音         | 関市西日吉町                                                      |
| 33  | 吉田山 | 新長谷寺 | しんちょうこくじ | 真言宗智山派       | 十一面観音     | 関市長谷町 （別名：吉田観音）                                     |

## その他
- 平成20年（2008年）5月に一部札所が変更されている。変更以前の札所は以下のとおりである。
  - 12番：退耕院（瀧見観音　美濃加茂市）
  - 19番：円鏡寺（北方観音　本巣郡北方町）
  - 25番：宝生観音（美濃市）
- 令和2年（2020年）6月に札所が一部変更となった。変更前の札所は以下の通り。
  - 4番：金毘羅山宝勝院（美濃市泉町）
  - 30番：松涛山善福寺（岐阜市千手堂北町）
  - 31番：金剛山徳雲寺（美濃加茂市加茂野町）

## 開創当初の札所
享保年間に記された美濃西国巡礼手引記に記されているもので、太字は現在も札所となっている寺院。札所寺院は現在より広範囲に分布し、不破郡から可児郡まで及んでいた。
| No. | 山号         | 寺号     | 所在地、その他                                       |
| --- | ------------ | -------- | ---------------------------------------------------- |
| 1   | 大悲山       | 円教寺   | 武儀郡白谷（関市板取）白谷観音                       |
| 2   | 高賀山       | 蓮華峯寺 | 武儀郡高賀（関市洞戸高賀）                           |
| 3   | 面平山       | 普門寺   | 武儀郡面平（美濃市乙狩）                             |
| 4   | 恵日山       | 大円寺   | 武儀郡木倉（美濃市小倉）                             |
| 5   | 智淵山       | 浄水寺   | 武儀郡高野（関市武芸川町高野）、現5番札所永昌寺旧称  |
| 6   | 尾崎山       | 恵利寺   | 武儀郡跡部（関市武芸川町跡部）                       |
| 7   | 臨済山       | 龍福寺   | 武儀郡平（関市武芸川町平）                           |
| 8   | 神通山       | 観音寺   | 武儀郡小野（関市小野）                               |
| 9   | 大士山       | 梅谷寺   | 武儀郡中洞（山県市中洞）                             |
| 10  | —            | 普門寺   | 山県郡佐野（山県市佐野）                             |
| 11  | —            | 観音堂   | 山県郡谷合村（山県市谷合）善導寺末                   |
| 12  | 高野山       | 法幢寺   | 山県郡葛原（山県市葛原）                             |
| 13  | 白華山       | 甘南美寺 | 山県郡長滝（山県市長滝）                             |
| 14  | —            | 岩屋堂   | 山県郡掛村（山県市掛）                               |
| 15  | 広大山       | 栄春院   | 安八郡平野一色（安八郡神戸町北一色）                 |
| 16  | 一乗山観音院 | 菩提寺   | 不破郡岩手（不破郡垂井町岩手）                       |
| 17  | —            | 宝珠院   | 不破郡宮代 （不破郡垂井町宮代）現真禅院観音堂        |
| 18  | 大日山       | 美江寺   | 厚見郡美江町                                         |
| 19  | 大慈山       | 観音寺   | 山県郡東深瀬（山県郡富岡町）                         |
| 20  | 椎倉山       | 弘誓寺   | 山県郡椎倉（山県市椎倉）                             |
| 21  | —            | 聞性庵   | 山県郡北野（岐阜市北野）大智寺塔頭。現25番札所の本尊 |
| 22  | 清水山       | 円智寺   | 山県郡三輪（岐阜市三輪）                             |
| 23  | 如意山       | 願成寺   | 各務郡大洞（岐阜市大洞）                             |
| 24  | 今宮山       | 神光寺   | 武儀郡下有知（関市下有知）                           |
| 25  | 大日山       | 日龍峰寺 | 武儀郡下之保（関市下之保）現1番札所                  |
| 26  | 白華山       | 清水寺   | 加茂郡加治田（加茂郡富加町）                         |
| 27  | —            | 麻生寺   | 加茂郡下麻生（加茂郡川辺町）                         |
| 28  | —            | 生蓮寺   | 加茂郡比久見（加茂郡川辺町）桑ノ木観音               |
| 29  | 仁慈山       | 小山寺   | 加茂郡小山（美濃加茂市小山）                         |
| 30  | 補陀山       | 大通寺   | 可児郡兼山（可児市兼山）戸谷観音                     |
| 31  | 虎渓山       | 永保寺   | 可児郡長瀬（多治見市虎渓山町）                       |
| 32  | 大慈山       | 小松寺   | 武儀郡西田原（関市西田原）                           |
| 33  | 吉田山       | 新長谷寺 | 武儀郡関（関市長谷寺町）                             |